# نواف فلاح
نواف فلاح (عربی: نواف فلاح؛ زادهٔ ۲۰ ژوئن ۱۹۸۶) یک بازیکن فوتبال اهل عراق است.
از باشگاه‌هایی که در آن بازی کرده‌است می‌توان به نفط الجنوب، باشگاه فوتبال الوحده امارات، دهوک، الزورا، و تیم ملی فوتبال عراق اشاره کرد.
وی همچنین در تیم ملی فوتبال تیم ملی فوتبال عراق بازی کرده است.